# Gwyn A. Williams
Gwyn Alfred „Alf” Williams (n. 30 septembrie 1925, Dowlais⁠(d), Merthyr Tydfil County Borough⁠(d), Țara Galilor, Regatul Unit – d. 16 noiembrie 1995, Dre-fach Felindre⁠(d), Carmarthenshire, Țara Galilor, Regatul Unit) a fost un istoric galez cunoscut în special despre lucrările sale legate de Antonio Gramsci și Francisco Goya, dar și pentru cele legate de istoria galeză.